# Big body
『big body』（ビッグ・ボディ）は、日本の音楽グループP-MODELのアルバム。1993年3月25日にポリドールから発売された。その後、2012年5月2日にタワーレコード限定で再発売された。2020年12月2日にはアナログ・レコード盤が発売された。
2004年9月8日には、前作である『P-MODEL』をカップリングした2in1アルバム『GOLDEN☆BEST P-MODEL「P-MODEL」&「big body」』が発売されている。

## 概要
人類がコンピュータのネット・ワークにより“ホモゲシュタルト”という新しい、ひとつの統合された種になるというコンセプト・アルバム。シオドア・スタージョンのSF小説『人間以上』をモチーフにしている。
ジャケットに描かれているCGキャラクターは平沢がAmigaで制作したもの。「ビッグ・ボディくん」と名付けられており、当時のライブの映像演出にも登場した。
また、ディスクジャケットに書かれている「Nsetn.... Oirao Ivook」を縦に右下から左上に読むと「kono ato revisION...」（この後revision　つまり、この後「改訂」）と書かれている。
アメリカ最大の音楽レビューサイト「Rate Your Music」のエレクトロ・ポップランキングにて8位と高い評価を得ている。

## 制作の背景
同年、本作発売をきっかけに開催されたライブツアー『BIG BODY TOUR』にてチラシが配布され、上述したジャケットの文章の答え合わせとP-MODELが次のライブをもって「メンバー改訂による待機」となることを発表した。その後、同年11月に行われたライブイベント『ERROR OF INFORMATION"待機"』をもって、メンバーチェンジの為に一時休止している。
この「活動待機」は解凍P-MODELとして活動する際に企画しており、平沢は一定期間限定の活動を条件にメンバーの勧誘をし、二年間で二枚のアルバムを作る事と、野音（日比谷野外音楽堂）で始まり、野音で終わるという構想もしていた。
サウンド面では前作を踏襲しつつ、さらにバラエティに富んだ曲調となっている。本作をもって解凍P-MODELが活動休止になることから、各メンバー個々の活動を意識したと平沢は語っている。平沢は「やっぱり『P-MODEL』はあのメンバーでの初顔合わせのアルバム。『BIG～』は各々がバンドとしてのツボをつかんできたのちの作品、だろうから。これでもう1枚作ってれば、もっとまとまったモノができたんでしょうね」と語っている。
その他、秋山は今作の制作中にことぶき光との共同作品を制作していたが、平沢が所属していたアイスリープロモーションの社長からボツを食らったことに不満を持って脱退を申し出た事もあったと後年語っている。

## 楽曲解説
CHEVRON
フランスの車メーカーシトロエンのエンブレム｢ダブルシェブロンマーク｣からインスパイアされた曲。当時、平沢はシトロエンの｢XM｣と｢エグザンティア｣を所有していた。
2010年に平沢ソロアルバム「突弦変異」でリメイクされる。
BIIIG EYE
改訂期ではテンポが遅くなったバージョンとなって演奏され、ライブビデオ「ENDING ERROR」に収録されている。
改訂期を経てバンド活動休止後は披露されることは無かったが、2023年・2024年に行われた平沢進+会人によるライブ『HYBRID PHONON 2566』にて披露された。その際、原曲にて「Loud,Loud,Loud」よりサンプリングされていたアナウンスはAI Talkによる日本語のアナウンスに変更されている。
時間等曲率漏斗館へようこそ
「時間等曲率漏斗館」はカート・ヴォネガットの小説『タイタンの妖女』からの引用。
改訂期を経てバンド活動休止後は披露されることは無かったが、「BIIG EYE」と同じく『HYBRID PHONON 2566』にて披露されている。
JOURNEY THROUGH YOUR BODY
秋山によると、自身が大学で学んだ人体解剖と映画『ミクロの決死圏』をイメージした楽曲。
クレジットには作詞として秋山の名前が記載されているが、本作に収録されているものには歌詞が存在していない。秋山は後年、本来ならば歌詞が入る予定だったが、レコーディング時にインストゥルメンタルに変更されたと語っている。
歌詞入りバージョンは当時開催されたツアーやライブイベント『ERROR OF INFORMATION"待機"』で披露されており、後者の物はライブアルバム『PAUSE』に収録されている。
幼形成熟BOX
ことぶきがメインヴォーカルを務めている。翌年にはことぶきが率いるプノンペンモデルが構成と歌詞変更を加えてセルフカバーしている。
P-MODELの曲の中でも特にテンポが速く、更にはシンセの細かいフレーズが多用されている。ことぶきによると、デモ段階ではバラードとして制作しており、楽曲のテンポもBPM150程度であったが、レコーディングの際に平沢がBPM170にしたと語っている。
BURNING BRAIN
秋山がメインヴォーカルを務めている。
HOMO GESTALT
還弦主義8760時間のリメイク曲候補から早い段階で外されていた。理由は先に収録の決まった「WIRE SELF」と曲構成や内容が被っていたため。

## 収録曲
| #         | タイトル                       | 作詞       | 作曲       | 編曲       | 時間  |
| --------- | ------------------------------ | ---------- | ---------- | ---------- | ----- |
| 1.        | 「CLUSTER」                    | 平沢進     | 平沢進     | 平沢進     | 3:44  |
| 2.        | 「CHEVRON」                    | 平沢進     | 平沢進     | 平沢進     | 3:15  |
| 3.        | 「BIIIG EYE」                  | 平沢進     | 平沢進     | 平沢進     | 3:32  |
| 4.        | 「BIG FOOT」                   | 平沢進     | 平沢進     | 平沢進     | 3:37  |
| 5.        | 「時間等曲率漏斗館へようこそ」 | 平沢進     | 平沢進     | 平沢進     | 3:19  |
| 6.        | 「JOURNEY THROUGH YOUR BODY」  | 秋山勝彦   | 秋山勝彦   | 秋山勝彦   | 3:39  |
| 7.        | 「幼形成熟BOX」                | ことぶき光 | ことぶき光 | ことぶき光 | 2:39  |
| 8.        | 「BURNING BRAIN」              | 秋山勝彦   | 秋山勝彦   | 秋山勝彦   | 4:07  |
| 9.        | 「BINARY GHOST」               | 平沢進     | 平沢進     | 平沢進     | 2:41  |
| 10.       | 「HOMO GESTALT」               | 平沢進     | 平沢進     | 平沢進     | 4:45  |
| 合計時間: | 合計時間:                      | 合計時間:  | 合計時間:  | 合計時間:  | 35:20 |

## リリース履歴
| リリース日    | レーベル                   | 規格 | 規格品番  | 備考                                                                        |
| ------------- | -------------------------- | ---- | --------- | --------------------------------------------------------------------------- |
| 1993年3月25日 | ポリドール                 | CD   | POCH-1195 |                                                                             |
| 2002年5月10日 | ケイオスユニオン/TESLAKITE | CD   | CHTE-0011 | ボックスセット『太陽系亞種音』Disc7                                         |
| 2004年9月8日  | ユニバーサルミュージック   | CD   | UPCY-6022 | 『ゴールデン☆ベスト P-MODEL「P-MODEL」&「big body」』としてカップリング収録 |
| 2012年5月2日  | ユニバーサルミュージック   | CD   | PROT-1023 | 限定再プレス盤                                                              |
| 2012年12月5日 | ユニバーサルミュージック   | CD   | UPCY-9273 | 『ゴールデン☆ベスト P-MODEL「P-MODEL」&「big body」』のスペシャルプライズ盤 |
| 2020年12月2日 | ユニバーサルミュージック   | LP   | UPJY-9156 |                                                                             |

## 参加ミュージシャン
- 平沢進 - ボーカル、ギター、シンセサイザー
- 秋山勝彦 - ボーカル(「BURNING BRAIN」)、キーボード、バックグラウンド・ボーカル
- ことぶき光 - ボーカル(「幼形成熟BOX」)、キーボード、バックグラウンド・ボーカル
- 藤井ヤスチカ - エレクトリックドラム